# کریزین
کریزین (به انگلیسی: Chrysene) با فرمول شیمیایی C18H12 یک ترکیب شیمیایی با شناسه پاب‌کم 10457109 است. که جرم مولی آن 228.28 می‌باشد. 